# 89. вечити дерби у фудбалу
89. вечити дерби у фудбалу је фудбалска утакмица одиграна у Београду 13. октобра 1991. године, између Црвене звезде и Партизана. Утакмица се завршила резултатом 2 : 2 (1 : 1) пеналима 4 : 3 за Црвену звезду.